# Кошаркашка репрезентација Белгије
Кошаркашка репрезентација Белгије представља Белгију на међународним кошаркашким такмичењима.

## Учешће на међународним такмичењима

### Олимпијске игре
| Година | Турнир              | Позиција |
| ------ | ------------------- | -------- |
| 1936.  | Репасаж прве фазе   | 19.      |
| 1948.  | Прелиминарна фаза   | 11.      |
| 1952.  | Квалификациона фаза | 17.      |

### Светска првенства
Није учествовала

### Европска првенства
| Година | Пласман               | ИГ                    | Д                     | И                     | П+                    | П-                    |
| ------ | --------------------- | --------------------- | --------------------- | --------------------- | --------------------- | --------------------- |
| 1935.  | 6                     | 3                     | 1                     | 2                     | 76                    | 85                    |
| 1937.  | Није се квалификовала | Није се квалификовала | Није се квалификовала | Није се квалификовала | Није се квалификовала | Није се квалификовала |
| 1939.  | Није се квалификовала | Није се квалификовала | Није се квалификовала | Није се квалификовала | Није се квалификовала | Није се квалификовала |
| 1946.  | 7                     | 4                     | 2                     | 2                     | 137                   | 104                   |
| 1947.  | 4                     | 7                     | 4                     | 3                     | 317                   | 213                   |
| 1949.  | Није се квалификовала | Није се квалификовала | Није се квалификовала | Није се квалификовала | Није се квалификовала | Није се квалификовала |
| 1951.  | 7                     | 8                     | 4                     | 4                     | 405                   | 299                   |
| 1953.  | 10                    | 9                     | 5                     | 4                     | 496                   | 478                   |
| 1955.  | Није се квалификовала | Није се квалификовала | Није се квалификовала | Није се квалификовала | Није се квалификовала | Није се квалификовала |
| 1957.  | 12                    | 10                    | 4                     | 6                     | 642                   | 678                   |
| 1959.  | 7                     | 9                     | 4                     | 5                     | 581                   | 627                   |
| 1961.  | 8                     | 9                     | 4                     | 5                     | 547                   | 659                   |
| 1963.  | 8                     | 9                     | 4                     | 5                     | 656                   | 679                   |

| Година | Пласман               | ИГ                    | Д                     | И                     | П+                    | П-                    |
| ------ | --------------------- | --------------------- | --------------------- | --------------------- | --------------------- | --------------------- |
| 1965.  | Није се квалификовала | Није се квалификовала | Није се квалификовала | Није се квалификовала | Није се квалификовала | Није се квалификовала |
| 1967.  | 15                    | 9                     | 2                     | 7                     | 592                   | 736                   |
| 1969.  | Није се квалификовала | Није се квалификовала | Није се квалификовала | Није се квалификовала | Није се квалификовала | Није се квалификовала |
| 1971.  | Није се квалификовала | Није се квалификовала | Није се квалификовала | Није се квалификовала | Није се квалификовала | Није се квалификовала |
| 1973.  | Није се квалификовала | Није се квалификовала | Није се квалификовала | Није се квалификовала | Није се квалификовала | Није се квалификовала |
| 1975.  | Није се квалификовала | Није се квалификовала | Није се квалификовала | Није се квалификовала | Није се квалификовала | Није се квалификовала |
| 1977.  | 8                     | 7                     | 2                     | 5                     | 614                   | 641                   |
| 1979.  | 12                    | 8                     | 0                     | 8                     | 659                   | 724                   |
| 1981.  | Није се квалификовала | Није се квалификовала | Није се квалификовала | Није се квалификовала | Није се квалификовала | Није се квалификовала |
| 1983.  | Није се квалификовала | Није се квалификовала | Није се квалификовала | Није се квалификовала | Није се квалификовала | Није се квалификовала |
| 1985.  | Није се квалификовала | Није се квалификовала | Није се квалификовала | Није се квалификовала | Није се квалификовала | Није се квалификовала |
| 1987.  | Није се квалификовала | Није се квалификовала | Није се квалификовала | Није се квалификовала | Није се квалификовала | Није се квалификовала |
| 1989.  | Није се квалификовала | Није се квалификовала | Није се квалификовала | Није се квалификовала | Није се квалификовала | Није се квалификовала |

| Година | Пласман               | ИГ                    | Д                     | И                     | П+                    | П-                    |
| ------ | --------------------- | --------------------- | --------------------- | --------------------- | --------------------- | --------------------- |
| 1991.  | Није се квалификовала | Није се квалификовала | Није се квалификовала | Није се квалификовала | Није се квалификовала | Није се квалификовала |
| 1993.  | 12                    | 8                     | 1                     | 7                     | 564                   | 663                   |
| 1995.  | Није се квалификовала | Није се квалификовала | Није се квалификовала | Није се квалификовала | Није се квалификовала | Није се квалификовала |
| 1997.  | Није се квалификовала | Није се квалификовала | Није се квалификовала | Није се квалификовала | Није се квалификовала | Није се квалификовала |
| 1999.  | Није се квалификовала | Није се квалификовала | Није се квалификовала | Није се квалификовала | Није се квалификовала | Није се квалификовала |
| 2001.  | Није се квалификовала | Није се квалификовала | Није се квалификовала | Није се квалификовала | Није се квалификовала | Није се квалификовала |
| 2003.  | Није се квалификовала | Није се квалификовала | Није се квалификовала | Није се квалификовала | Није се квалификовала | Није се квалификовала |
| 2005.  | Није се квалификовала | Није се квалификовала | Није се квалификовала | Није се квалификовала | Није се квалификовала | Није се квалификовала |
| 2007.  | Није се квалификовала | Није се квалификовала | Није се квалификовала | Није се квалификовала | Није се квалификовала | Није се квалификовала |
| 2009.  | Није се квалификовала | Није се квалификовала | Није се квалификовала | Није се квалификовала | Није се квалификовала | Није се квалификовала |
| 2011.  | 21                    | 5                     | 0                     | 5                     |                       |                       |
| 2013.  | 12                    | 8                     | 3                     | 5                     |                       |                       |
| 2015.  | 13                    | 6                     | 3                     | 3                     |                       |                       |
| 2017.  | 19                    | 5                     | 1                     | 4                     |                       |                       |
| 2022.  | 14                    | 6                     | 3                     | 3                     | 456                   | 471                   |
| Укупно | 18/41                 | 118                   | 44                    | 74                    | 6286                  | 6586                  |